# 5ヤーダー
『5ヤーダー』（ファイブヤーダー）は、原作：小堀洋、作画：守谷哲巳による日本の漫画作品。

## 概要
1977年から1979年にかけて『月刊少年チャンピオン』（秋田書店）に連載された。単行本は少年チャンピオン・コミックスより全8巻が刊行。現在はゴマブックスによって電子書籍化されている。
アメリカンフットボール（以下アメフト）を題材とする漫画で、練習を重ねて全国大会優勝を目指し、相手に負けても作戦を練りなおし再び練習を重ねてリベンジで勝利する、といったストーリーを中心に、試合や練習以外のプライベートのシーンも含み、個性的なキャラクターによる青春やコメディといったストーリーも描かれている。ところが、単行本第6巻からはストーリーの方向性が大きく変わり、主人公たちのチームが全国大会に優勝した後、ひょんなことでチームメンバーの1人が死亡し、その仇討ちをきっかけに、「やみのアメフット」というパーソナルファウルがなく、武器などの使用が可能となっている、まさに殺しあいのようなアメフトの頂点を目指すという展開が始まる。最終的には主人公以外の全てのメンバーが死亡するというバッドエンドで物語は幕を閉じた。
なお、単行本第8巻には、『プレイコミック』（秋田書店）1973年5月12日号に掲載された読み切りアクション劇画『俺の愛しい奴等』も併録されている。

## あらすじ
大和高校では、相撲部・ラグビー部・野球部・陸上部の4つの運動部によるグランドの陣どりの争いが行われている。そこへ主人公の鷲爪翼がアメリカン・フットボール部を立ち上げようと現れる。転校してきたばかりの翼は、突如陣どり争いをする4つの運動部のキャプテンを襲う。その後、キャプテンたちをアメフトの試合で負かし、前の部活動のユニフォームを燃やしてメンバーを心機一転させ、メンバー5人でのトレーニングが始まる。足りない6人のメンバーは、まず4人の運動部のキャプテンに恐れられていた応援団の団長とその団員2人が加わる。さらに仲間たちの勧誘により3人のメンバーが加わることで11人が集結し、大和高校アメフト部の戦いが始まる。

## 登場人物

### 大和高校アメリカン・フットボール部
理事長の肝いりで、急遽創設された部。個性豊かな面々が揃っているが、部員数が少なく、攻守を兼任しなければならないのが弱点。
初試合は鮫島学園との練習試合で、最初は3軍と戦っていたが、正体に気づいた翼によって2軍相手に変更。鮫島学園からは「1ヤード取れたら、大和の勝利」という条件を提示されるものの、言葉通りに1ヤードも取れずに惨敗。2軍相手にやられたショックで翼は一時活動を停止したほどだった。立ち直った後の桜町高校との試合では10-24で勝利。春季大会では1回戦は聖山高に95-6と圧勝。2回戦では鮫島学園との戦いになり、太っとし以下のディフェンスのふんばりによって3rdまで0-0と互角の戦いを演じ、最後は太っとしのインターセプトからのリターン・フィールドゴールによって3-0と勝利。3回戦の駒場高校戦では23-10と勝利。準決勝の愛国大附属ではくさびフォーメーションに苦しめられるが、緑川のアドバイスによって攻略した事で48-55と勝利。初出場で決勝へと駒を進めるが、緑が丘学園戦では、火桜の右肩負傷によってパス攻撃ができなくなったことや、消耗戦に引きづりこまれたことによって6-23の大差で敗退する。
秋季大会では、初戦を33-15、二回戦の日大梅ヶ丘戦は57-9と勝ち上がり、3回戦での潮高校戦ではラスト4分からの大逆転で33-32と勝利。準決勝へと駒を進めるが、準決勝の愛国大附属戦では急遽、補強した梶の回転(スピン)走法に33-34とリベンジを許してしまう。その後の3位決定戦の鮫島学園にも敗れて、4位で関東大会に進出する。関東大会では初戦で愛国大附属と対戦、梶の回転走法を翼が破ったことによって40-35で勝利。準決勝の聖・クルス学園では47-50と勝利。決勝戦の港高校戦では、51-48と逆転勝利して、全国大会へと駒を進めることとなる。
全国大会では湖風高校に37-38と勝利。決勝の関西学園でも勝利して、初出場で初優勝。その後の都立飯田橋高校戦の後に、やみのアメフットの戦いに投じることなる。
鷲爪 翼（わしづめ つばさ）
本作の主人公。チームでのポジションはHB。身長175cm、体重74kg。1試合の平均ラン数20回で、平均獲得ヤード5.5ヤード。最初は単にアメフト部を作るために大和高校にやってきた転校生に思えたが、実は少年院出身で、同じく少年院出身の桜町高校アメフト部の田代からアメフトを通じて男同士の友情を学び、大和高校の理事長に日本一のアメフト部を作る約束で少年院を出してもらった少年だったことが発覚する。普段は強気で、チームメンバーに厳しいトレーニングをさせるが、試合で仲間を傷つけた際などは屈辱でなかなか立ち上がれなくなる性格である。
大木 太（おおき ふとし）
通称、太っとし（ぶっとし）。チームでのポジションはT。元相撲部のキャプテン。鮫島学園とのリベンジマッチでは、その巨体と一瞬で勝負を決める相撲の俊敏性を見込まれて、モンスターという、ディフェンスラインとラインバッカーの間に位置するポジションに配置。鮫島学園のパスをことごとく叩き落とし、最後はインターセプトを決めるなどして活躍する。武（たけし）という弟がいる。
時田 建二（ときた けんじ）
通称、ゴリ。チームでのポジションはE。元ラグビー部のキャプテン。本作の最大のボケ役で、他のキャラにいじられやすい男だが、時には男らしい一面も見せる。更に作中で彼女もできる。家庭は「魚政」という魚屋で、母親は穏やかだが父親は厳しい性格である。ストーリー後半では父親が脳卒中により昏睡状態となるという悲しみを背負いながらも最後の戦いへと旅立っていく。
山下 豊生（やました とよお）
通称、ガマ。チームでのポジションはC。元野球部のキャプテン。チームの中で2番目に死亡する。
菊池 優（きくち まさる）
通称、チータ。チームでのポジションはE。元陸上部のキャプテン。大和高校優勝後、自身のレシーブの成功率が3割を切っているところに、K大付属高等学校の監督・猿木にK大付属への転校を誘われ、大和高校を離れていくが、悲しい結末に・・・。
火桜 洋平（ひざくら ようへい）
元応援団の団長。チームでのポジションはQB。部活動のキャプテンたちに恐れられていた男で、正拳で石灯籠を叩き割るほどの空手の高段者で暴力団「火桜組」の組の跡取り。最初はアメフト部を全否定していたが、番長グループ「牙」に誘拐されそうになったところを翼に助けられ「借りを返すのは自分の主義に合わない」と翼たちの仲間に加わる。小柄だが目元に険のある顔つきと長髪のオールバックという独特の外見をしており、話す際は「です。ます。」調の礼儀正しい口調でである。厳しい性格で、他人の行動や考えが気に入らないと顔面を殴って叩き直そうとすることが多いが、主将には従うという考えが強い。春期大会の駒場高校戦から右腕を痛めるが、実は左利きで左でも投げられるよう鍛錬した結果、左腕でも投げられるようになるが手の形状からシュート回転がかかってしまうのが欠点でもあり、長所。
赤城 圭介（あかぎ けいすけ）・青木 進（あおき すすむ）
それぞれ通称、赤鬼・青鬼。チームでのポジションはG。応援団における火桜の腹心の部下であり、団旗を掲げ持つ旗手を務める。応援団時代は部活動のキャプテンたちに恐れられていた。赤鬼は味方をかばってチームの中で3番目に死亡する。
浪花（なにわ）
通称、チビ。チームでのポジションはHB。小柄だが、「みきり」で俊敏な動きを得意とする。関西弁で、頭を殴られると「ドタマのこづき料」として500円を求めたりと生意気な性格だが、ノイローゼ気味の同じクラスの親友・緑川の前では自分の青春を守ろうとする男らしさを見せつけた。ストーリー後半では大怪我をして入院、仲間の輸血による退院後も、怪我による心の傷により再度入院と厳しい状況に陥るも復帰する。
野坂 兼行（のさか かねゆき）
元柔道部の男。チームでのポジションはT。柔道に関しては中学時代向かう所敵なしで国体で個人戦3位という記録を持つ実力者であった。当初はアメフト部のスカウトを断るが、入部を賭けてのぶっとしとの一騎打ちに敗れ入部することとなった。
横田 龍児（よこた りゅうじ）
少々キザなタイプの男。アメリカ帰りで当初は英語交じりの怪しい日本語で話していた。チームでのポジションはFB。ストーリー中盤では父親の会社が倒産し家庭が火の車となり、土木の仕事をするところも見られたが、その後家族が応援に来てる中で港高校との試合では、彼が港高校の超重ディフェンスラインを攻略したことによって勝利する。
目黒（めぐろ）
その名の通り目元が黒いのが特徴。元々はラグビー部員でゴリの舎弟のような立場だった。メンバーに馬鹿にされやすく、試合よりも観戦や委員長の付き人としていることが多いが、ストーリー中盤で火桜が右腕を痛めた際はその代役を務めた。
坂東 鯉三郎（ばんどう こいざぶろう）
かつてゴリと共にラグビー部に所属していた男で女性とみがまうほどの美貌の持ち主。常人より骨が弱く試合中に足を骨折して退部、以後は演劇部に所属。キックの名人とされており、翼たちがストーリー中盤で緑ヶ丘学園に負けた際、優秀なキッカーが欲しいということで、ゴリの紹介により仲間に加わる。足を痛めているため正確にボールを飛ばすことはできないが、飛距離はとても高く、潮高校との試合の際は大いに活躍した。演劇部に所属していたことから「お役者」というアダ名を持つ。
原 修平（はら しゅうへい）
大和高校が全国制覇を果たした後にアメフト部に加わる1年生。チータが自身の後任として育てあげるものの、あまり活躍する場もなく、「やみのアメフット」による校舎の破壊に巻き込まれ、メンバーの中で4番目に死んでしまう。

### その他の大和高校の人物
鎌切（かまきり）
大和高校の教師でアメフト部の監督。翼たちが試合に負けた際に勝つためのヒントや訓練を与えるなど大和高校アメフト部をフルサポートする。ただし、生徒が自ら気づくことを重視しているので、直接的な指導を行うことなく作戦の立案も翼に任せている。生徒の前では凡庸を装っているが、学生時代は「鬼の鎌切」と言われアメフトで全国大会優勝を果たした甲子園ボウルの実力者であった。
咲（さき）
本作のヒロイン。大和高校の生徒会の委員長。鎌切とともに翼たちをサポートする。後に翼に思いを寄せるようになる。
理事長
「私立高校には目玉になるものが必要。」との考えから大和高校に日本一のアメリカンフットボール部を作ろうと考え、翼を呼びよせた人物。普段は用務員として学校を見守っているが、練習試合でも敗北を許さないと厳しい。
緑川浩一
模試で全科目百点をとった浪花の友人。プレッシャーで追い詰められた結果、交通事故にあって入院してしまう。見舞いに来た浪花の言葉に触発されて、愛国大附属との試合を観戦。くさびフォーメーションの攻略法を一目で見つけて、勝利に貢献した。
類（るい）
通称、デンスケ。2回目の愛国大附属戦から登場する本作のもう1人のヒロイン。咲に比べ性格が軽いのが特徴。ビデオカメラで相手の試合内容を撮影するなど、情報収集を担当する。
太郎
鎌切の知人が飼っている闘犬。飼い主によると「綱を目指せる」逸材とのこと。鎌切が現役だった頃、太郎と檻の中での死闘を繰り広げたことによって、チームを日本一にさせる走力を身につけた。梶の回転走法を破るために、翼を檻の中で太郎と対決させる。

### 鮫島学園
全国大会ベスト4常連の強豪校。ランプレイがメインだが、パスプレイもこなす。航行中の貨物船を本拠にしており、日夜、死者を出すほどの猛練習をこなしている。
大和高校アメフト部最初の相手で、「1ヤードとられた敗北」という条件を自らに課しながらも言葉通り1ヤードも取られずに圧勝。しかも、主将の堂本孝以外は2軍というメンバーにボコボコされた現実は、翼にショックを与えたほどだった。
しかし、春期大会、初戦の武蔵高戦では124-0と相手に途中棄権をさせるほどの圧勝をするが、2回戦での大和高戦では太っとし以下のディフェンスのふんばりによって攻撃が沈黙。結局は3-0で敗れてしまう。
秋季大会では順調に準決勝まで勝ち上がるが、愛国大附属対大和戦における梶の回転走法の衝撃で、愛国大附属の戦いを遅らせるために、緑ヶ丘戦では消極試合に終始して敗戦。3位決定戦は大和に勝利する。
ところが、関東大会では港高校の超重ラインに屈してしまい、愛国大附属とも大和との戦いにもならずに終わってしまった。
堂本孝
鮫島学園の主将でWR 身長189cm、85kg。たとえ相手がネズミであっても全力で始末する性格の持ち主。
最初の大和高校戦では、鮫島学園3軍との試合を審判のふりして裁いていたが、ゲージを使わず正確にゲインした距離を見切ったことを翼に不審に思われて、翼に正体を見破られる。その後の2軍戦では2軍に混じって大和高を完膚なきまでに叩きのめす。しかし、この戦いで何か、感じることがあったのか練習試合の桜町高と大和高の対戦では観戦に訪れていた。
春季大会ではパスターゲットになるものの、体格差からことごとく太っとしに潰れされてしまい敗北。
この頃から翼のことを「倒すべきライバル」として見るようになる。関東大会では港高校に終了時間間際のタッチダウンを見せるなど一矢は報いるが、それと引き替えに超重DLに押し潰されて三ヶ月の重傷を負う。この頃には、翼も病室に見舞いに訪れるなど、すっかり友人関係になっていた。「やみのアメフット」戦でも、死亡したメンツに代わって参戦する。

### 桜町高校
大和高校と同じように、アメフト日本一になることによって知名度上昇を計る学校。手始めに少年院から田代を引き抜いてチーム強化を計るが、チームとしての成熟度は今一つといったところ。練習試合でも敗北すれば部は解散、田代も少年院に戻されることから、策略を使って不祥事による不戦勝を狙ったものの、予定通りに大和高校との練習試合は開始される。
練習試合ではハンドオフ(ボールの受け渡し)に工夫を凝らすことによって先手を取るが、ハンドオフの癖を見抜かれると後は大和高の流れとなり、10-24と敗れる。その後の部と田代の運命は不明。
田代
桜町高の主将。翼の少年院時代の先輩。翼にアメフトの楽しさを教えた恩人でもある。そのため、田代が翼の扮装をして、大和高の理事長を襲撃するところを実は、翼自身が目撃していたのだが、負けたら廃部という事情に何も言えなかった。
部員たちの信望も厚く、試合終了後に田代が理事長襲撃を告白すると、誰も彼もが「自分がやった」と名乗り出すほどだった。

### 聖山高校
春季大会1回戦の相手。進学校として有名だが、アメフト部は最低レベル。
このため、主将の妹がゴリと付き合いだしたことを知ると、主将は彼女が作ったマスコットに盗聴器を仕込み、マスコットを経由してサインを盗み出そうとした。でも、そのような小細工が通用する大和高ではなく、95-6の大差で敗れてしまう。
東綾子(あずま・あやこ)
聖山高主将、東光一(あずま・こういち)の妹。聖山高の生徒ではなく、お嬢様校として知られた梨花学園の生徒だが、便宜上この項目。
暴漢に絡まれていたのをところを、助けられたことがきっかけでゴリと知り合い、親密な関係になる。咲は試合前に彼女の素性を知ってスパイでないかと疑うが、翼は彼女の好意を信じて疑わないゴリを前に水を差すようなことを言えなかった。
彼女はゴリにマスコットをプレゼントをするが、1勝したい兄によって、そのマスコットに盗聴器が仕込まれていることを知らなかった。
試合が始まってサインが盗まれていることを知ったゴリは、裏切られたと激怒。彼女を義絶するが、それが誤解だと知るとゴリは彼女の元に走っていった。

### 愛国大附属
鮫島学園や緑ヶ丘学園と並ぶ強豪。くさびフォーメーションで他校を圧倒するが、春季大会で大和高と対戦した時には必勝のくさびフォーメーションを破られて48-55と敗戦。部員全員が丸坊主になるなど復讐を誓う。
秋季大会では準決勝で大和高と再戦。終了直前に投入した梶の回転走法によって33-34とリベンジに成功。回転走法の影響は大きく、その後の試合が無気力試合になったほどで他校は、回転走法対策に追われることとなる。
関東大会は東京2位で進出。初戦では、再び大和高と対戦。この時には、太郎との戦いで回転走法破りを修得した翼に為す術なく40-35で敗れてしまう。
くさびフォーメーション
センターが、両ガードの首を抱えて(場合によってはガードもタックルの首を抱える)QBやRBを守りながら突進するというフォーメーション。ウィングTの変形で、緑川によれば左右の力が、センターに向かっているとのこと。このため、デイフェンスラインが縦一直線に並んでセンターを止め、突進が止まっている間にDBの選手が、一直線になったDLを馬跳びの要領で越えることによってQBサックに成功した。
梶真也(かじ・しんや)
対大和高への秘密兵器。ポジジョンはウィングバック。マムシのような眼差しを持つ。元々はアメフト部員でなく、マムシを捕まえて漢方薬屋に売ることを副業にしていた。素手でマムシと対峙して、回転してマムシの攻撃を裁きつつ捕まえる動作を見ていたアメフト部の主将、山崎に見込まれ、執拗なスカウトに根負けしてアメフト部に入部。彼の繰り出す回転走法は都内の強豪を驚愕の淵へと陥れた。
回転(スピン)走法
ディフェンスと接触する瞬間に、ヘビのようにくねりながら躱していくという梶独特の走法。大和高との試合で終了間際に1ポゼッション差をつけられた時が最初で、この時は自陣20ヤードから回転走法によって一気に80ヤードも駆け抜けて逆転サヨナラに成功した。元相撲部に太っとしによれば、ぶつかった瞬間にはたきこみと引き落としを組み合わせることによって躱していくとのこと。しかし、太郎との戦いで動物の瞬間的な動きを読めるようになった翼の敵ではなかった。

### 緑ヶ丘学園
東京大会や関東大会はおろか、全国大会でも優勝4回、準優勝2回という名門。選手層が厚く、攻撃・守備に選手を専任させられるので、選手が攻守兼任のチームよりも疲労度を半分にできるというアドバンテージを持つ。
春季大会では、押し込まれても決して得点は許さず、第4クオーターで、1タッチダウンか1フィールドゴールで決めるという、一見すると苦戦しているように見えるが、実は選手層のアドバンテージを生かし、第3クォーターまでは相手を疲労させる事に集中して、第4クォーターで相手のスタミナがなくなったところで畳みかけることで勝負を決めてきた。大和高の決勝戦でも例外ではなく、最初に先制は許すものの、術中にはまっていた大和高に為す術なく、6-23で勝利する。
秋季大会では優勝して東京1位として関東大会に進出。ところで、鮫島学園同様に準決勝で港高校の超重DLに潰されて敗退する。

### 潮(うしお)高校
秋季大会に出場した千葉県の高校。部員が暴力事件を起こしたことで1年間の出場禁止処分を受け、秋季大会が処分開けの大会となった。大和高校とはベスト8で激突する。
荒っぽいが、浜辺で日夜厳しいトレーニングを積んでいる実力は本物で、試合終盤まで18-32とリードするが、その後の大和高の驚異的な追い上げと、お役者のキックによって逆転負けをする。
鬼瓦
潮高校の主将。不良のように荒っぽい潮高校を象徴するような人物で、偵察にきた翼や火桜に荒っぽい対応をした。しかし、試合でクリーンな対応で勝利した大和高に感服して、翼との間に友情が結ばれる。
「やみのアメフット」編で、学校は壊滅。桂黒龍の虜囚となる。黒龍の靴を舐めるなど堕ちたフリをしつつ逆襲する機会を伺っていたが、その機会の訪れる前に死亡してしまう。

### 聖(セント)クルス学院
神奈川1位で関東大会に出場。準決勝で大和高と対戦する。県下一の進学率を誇る進学校。
港高校を破って1位になれたのは、QB武一(長男)とFB武二(次男)とHB武三(三男)の岬三兄弟の、三つ子の絆がもたらす絶妙な連携プレイのおかげであり、試合終盤まで大和高は彼らのトリプルオプションプレーに苦しめられるが、翼の指示によって、武一を集中攻撃することにより、その動揺で連携が崩れてしまい、あっさりと逆転する。

### 港高校
神奈川第2位で関東大会に出場。鮫島学園、緑ヶ丘学園のブロックに放り込まれたが、嵐山を代表とする1人あたり100Kgを越える超重ラインによって彼らを粉砕。決勝で大和高と対戦する。
大和高も嵐山を中心とする彼らの重量に苦しめられるが、龍児の決死の特攻で嵐山の足元が弱いことが判明すると、そこを足がかりにして逆転に成功した。
全国大会に関東2位として出場するが、関西学園に32-0と完敗する。

### 湖風(こふう)高校
滋賀代表、関西大会2位で全国大会に出場。足腰を鍛えるために、重りをつけて琵琶湖の底を行進するという練習方法で読者の度肝を抜いたわりには、選手の能力は平凡で、湖のつむじ風ことRBの浜野の走力に頼ったチーム。結果的には浜野によってチームの命運が左右されることになってしまった。
浜野
人呼んで「湖のつむじ風」こと、浜野のエースRB。40ヤード走4.5秒、1試合のラン回数が35回で平均獲得ヤードが3.5ヤード。年間12試合で1500ラッシングヤード記録を持つ作中トップクラスのRB
しかし、その性格は傲慢の一言でチームの勝利よりも自身の記録を優先している。特に3年連続1500ラッシングヤード達成することに拘るあまり、パスプレイはラッシングヤードに含まれないからと拒否する。
大和高の試合でも、スウィーププレイでもガード役よりも先頭を走るなど圧倒的な走力で大和陣営を驚愕に陥れるが、パスプレイにおいてパスターゲットに指定されたにもかかわらず寝るというチーム追放物の怠慢プレイを浜野がした事によって、チームの弱点が露呈。大和高が徹底的なラン対策を行ってパスプレイを行わず終えない状況にチームは追い込まれるが、浜野がパスターゲットを拒否したことチームの攻撃は崩壊。結局、湖風高校は敗れて、浜野のラッシングヤードも1499で終わってしまうという結果になってしまった。

### 関西学園
大阪代表。地域大会や関西大会など全ての試合を完封して、全国大会決勝へと勝ち上がった名門。緑ヶ丘高校同様に攻撃・守備のポジションを専任できる層の厚さを誇る。
試合と平行して、関西学園OBによる強盗事件の捜査が進められており、事件捜査の描写と人情劇によって、全国大会の決勝というスポーツ漫画にとってはもっとも重要なイベントの描写の大半が省略されるという事態になっている。
坂田
関西学園のエース。「コンピュー塔(タワー)」という異名を持つインサイドワークや肩に優れたQBで、試合でも大和陣営47ヤードからのプレイからスクランブルで自陣25ヤードに後退してから、80ヤードのTDパスを決めるなど鉄砲肩を大和高に見せつけた。
終盤では自分で投げたボールを自分でTDキャッチしようとして、ボールに追いつきキャッチには成功したものの、自分で投げたボールの勢いに負けて、ボールをこぼしてしまい、それを翼に拾われてリターンTDを決められるなどして、大和高に敗れた。80ヤード以上のパスを決められる鉄砲肩や、自分で投げたボールを追い越せる走力を考えるととんでもない能力を持ったQBといえる。
吉野裕之(よしの・ひろゆき)
関西学園のOBで、第1回全国大会で優勝を決めた中心メンバーの1人であったが、高校を卒業した後は身を持ち崩し、サラ金に金を借りまくってどうにもならなくなったので、サラ金を襲撃した。
その後は大会の決勝戦が行われている西宮球場に移動。得点掲示板から、大和のフェイクを見破るなど声援を送るが試合終了に、親友の山地によって逮捕される。
山地健太郎(やまじ・けんたろう)
関西学園アメフト部のOBで浪花署の刑事。証拠品から強盗事件の犯人が旧友の吉野だと見抜いて、逮捕に向かう。

### 飯田橋高校
厳密にいえば定時制のアメフト部。このため、どことも対戦してくれずバカにされるほど、全日制の連中に怒りを抱いていた。頭数が足りないため、実際には各二部制の学校からの選抜チームになっている。
風間圭一
定時制飯田橋高の主将、4回生。日頃から肩身の狭い想いを味わっていたところへ、妹の千鶴が、付き合っていたアメフト部の彼氏から身勝手な都合で振られたことでついに鬱憤が爆発。東京へと帰還する大和高の面々を乗せていた新幹線を襲撃して、大会優勝旗を強奪する。試合に勝てば返す、負ければ優勝旗を折るという条件を出し、昼間の試合で大和高に負けると、夜間の試合でも勝てなければ返さないといいだし、ダブルヘッダーに突入。夜間の試合は6-103と圧倒したことをいいことに優勝旗を折ろうとするが、試合を見ていた千鶴の説得によって優勝旗を返還した。
夜間の試合は、照明も何もない真っ暗な状態で、しかも闇であることをいいことファウルをやりたい放題に行うなど、この後の「やみのアメフット」への序章であった。